# Polyura delphis
Polyura delphis är en fjärilsart som beskrevs av Doubleday 1843. Polyura delphis ingår i släktet Polyura och familjen praktfjärilar. Inga underarter finns listade i Catalogue of Life.

## Bildgalleri

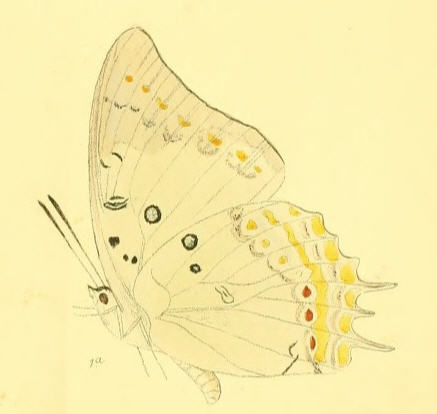